# Rock 'n' Roll Kids
Rock 'n' Roll Kids är en låt som tävlade för Irland i Eurovision Song Contest 1994. Bidraget framfördes av Paul Harrington och Charlie McGettigan och vann, 60 poäng före tvåan To Nie Ja, från Polen. I och med vinsten skapades ESC-historia i fyra olika kategorier (artist, poäng, framförande och vinster i följd): 

- Det var första gången en manlig duo vann tävlingen.
- Det var första bidraget som fick över 200 poäng, nämligen 226.
- Paul och Charlie framförde hela låten utan hjälp från orkester eller förinspelad musik, vilket är ända gången hittills (2022)
- Vinsten gjorde att Irland som hittills enda land tagit hem ett hattrick i Eurovision Song Contest, efter tidigare vinster 1992 och 1993.

## Texten
Text och musik skrevs av Brendan Graham och handlar om två medelålders män (vilket Harrington och McGettigen var vid framträdandet) som minns tillbaka till sin ungdom 1962 då de lyssnade på musik av Jerry Lee Lewis och Elvis Presley. Vidare i låten sjunger dem om ålderskriser och hur deras vuxna barn inte vill umgås med sina föräldrar längre. 

## Listplaceringar
| Lista (1994)  | Placering |
| ------------- | --------- |
| Nederländerna | 30        |

### Fotnoter
1. ↑  ”Listplacering”. http://dutchcharts.nl/showitem.asp?interpret=Paul+Harrington+%26+Charlie+McGettigan&titel=Rock+%27n%27+Roll+Kids&cat=s. Läst 28 april 2011.